# لاغونا بيتش (كاليفورنيا)
لاغونا بيتش (بالإنجليزية: Laguna Beach )‏ هي إحدى مدن مقاطعة أورانج، كاليفورنيا. تم إعطاءها لقب مدينة في 29 يونيو، 1927.

## التركيبة السكانية
حدّد مكتب تعداد الولايات المتحدة بيانات التركيبة السكانية للاغونا بيتش في تعداد الولايات المتحدة. في ما يلي، التركيبة السكانية حسب تعدادي 2000 و2010.

### تعداد عام 2000
بلغ عدد سكان لاغونا بيتش 23,727 نسمة بحسب تعداد عام 2000، وبلغ عدد الأسر 11,511 أسرة وعدد العائلات 5,776 عائلة مقيمة في المدينة. في حين سجلت الكثافة السكانية 928.6 نسمة لكل كيلومتر مربع (2,405.1/ميل2). وبلغ عدد الوحدات السكنية 12,965 وحدة بمتوسط كثافة قدره 507.4 لكل كيلومتر مربع (1,314.2/ميل2).
وتوزع التركيب العرقي للمدينة بنسبة 91.99% من البيض و0.80% من الأمريكيين الأفارقة و0.36% من الأمريكيين الأصليين و2.08% من الأمريكيين ذوي الأصول الآسيوية و0.08% من سكان جزر المحيط الهادئ و2.21% من الأعراق الأخرى و2.47% من عرقين مختلطين أو أكثر و6.62% من الهسبانيون أو اللاتينيون من أي عرق.
بلغ عدد الأسر 11,511 أسرة كانت نسبة 19.8% منها لديها أطفال تحت سن الثامنة عشر تعيش معهم، وبلغت نسبة الأزواج القاطنين مع بعضهم البعض 40.9% من أصل المجموع الكلي للأسر، ونسبة 6.3% من الأسر كان لديها معيلات من الإناث دون وجود شريك، بينما كانت نسبة 2.9% من الأسر لديها معيلون من الذكور دون وجود شريكة وكانت نسبة 49.8% من غير العائلات. تألفت نسبة 36.7% من أصل جميع الأسر من عدة أفراد يعيشون في نفس المنزل ونسبة 8.1% كانت تتألف من شخص يعيش بمفرده يبلغ من العمر 65 عاماً أو أكثر. وبلغ متوسط حجم الأسرة المعيشية 2.05، أما متوسط حجم العائلات فبلغ 2.69.
بلغ العمر الوسطي للسكان 43.4 عاماً. وكانت نسبة 15.8% من القاطنين تحت سن الثامنة عشر، وكانت نسبة 4.1% بين الثامنة عشر والرابعة والعشرين عاماً، ونسبة 32.6% كانت واقعةً في الفئة العمرية ما بين الخامسة والعشرين والرابعة والأربعين عاماً، ونسبة 33.8% كانت ما بين الخامسة والأربعين والرابعة والستين، ونسبة 13.2% كانت ضمن فئة الخامسة والستين عاماً فما فوق. يوجد لكل 100 أنثى 103.5 ذكر، ويوجد لكل 100 أنثى في الثامنة عشر من عمرها فما فوق 103.7 ذكر.
بلغ متوسط دخل الأسرة في المدينة 75,808 دولارًا، أما متوسط دخل العائلة فبلغ 100,778 دولارًا. وكان متوسط دخل الذكور 66,221 دولارًا مقابل 46,138 دولارًا للإناث. وسجل دخل الفرد الخاص بالمدينة 58,732 دولارًا. وكانت نسبة 2.8% من العائلات ونسبة 5.1% من السكان تحت خط الفقر، وكان من هؤلاء نسبة 5.6% تحت سن الثامنة عشر ونسبة 4.3% في الخامسة والستين من العمر وما فوق.

### تعداد عام 2010
بلغ عدد سكان لاغونا بيتش 22,723 نسمة بحسب تعداد عام 2010، وبلغ عدد الأسر 10,821 أسرة وعدد العائلات 5,791 عائلة مقيمة في المدينة. في حين سجلت الكثافة السكانية 889.4 نسمة لكل كيلومتر مربع (2,303.5/ميل2). وبلغ عدد الوحدات السكنية 12,923 وحدة بمتوسط كثافة قدره 505.8 لكل كيلومتر مربع (1,310.0/ميل2).
وتوزع التركيب العرقي للمدينة بنسبة 90.86% من البيض و0.78% من الأمريكيين الأفارقة و0.27% من الأمريكيين الأصليين و3.57% من الأمريكيين ذوي الأصول الآسيوية و0.07% من سكان جزر المحيط الهادئ و1.54% من الأعراق الأخرى و2.92% من عرقين مختلطين أو أكثر و7.26% من الهسبانيون أو اللاتينيون من أي عرق.
بلغ عدد الأسر 10,821 أسرة كانت نسبة 20.1% منها لديها أطفال تحت سن الثامنة عشر تعيش معهم، وبلغت نسبة الأزواج القاطنين مع بعضهم البعض 43.6% من أصل المجموع الكلي للأسر، ونسبة 6.3% من الأسر كان لديها معيلات من الإناث دون وجود شريك، بينما كانت نسبة 3.6% من الأسر لديها معيلون من الذكور دون وجود شريكة وكانت نسبة 46.5% من غير العائلات. تألفت نسبة 35.2% من أصل جميع الأسر من عدة أفراد يعيشون في نفس المنزل ونسبة 10.4% كانت تتألف من شخص يعيش بمفرده يبلغ من العمر 65 عاماً أو أكثر. وبلغ متوسط حجم الأسرة المعيشية 2.09، أما متوسط حجم العائلات فبلغ 2.72.
بلغ العمر الوسطي للسكان 48.3 عاماً. وكانت نسبة 16.1% من القاطنين تحت سن الثامنة عشر، وكانت نسبة 4.8% بين الثامنة عشر والرابعة والعشرين عاماً، ونسبة 23.4% كانت واقعةً في الفئة العمرية ما بين الخامسة والعشرين والرابعة والأربعين عاماً، ونسبة 37.4% كانت ما بين الخامسة والأربعين والرابعة والستين، ونسبة 18.3% كانت ضمن فئة الخامسة والستين عاماً فما فوق. وتوزع التركيب الجنسي للسكان بنسبة 50.2% ذكور و49.8% إناث.

## المناخ
يظهر الجدول التالي التغييرات المناخية على مدار السنة للاغونا بيتش:
| البيانات المناخية لـلاغونا بيتش   | البيانات المناخية لـلاغونا بيتش | البيانات المناخية لـلاغونا بيتش | البيانات المناخية لـلاغونا بيتش | البيانات المناخية لـلاغونا بيتش | البيانات المناخية لـلاغونا بيتش | البيانات المناخية لـلاغونا بيتش | البيانات المناخية لـلاغونا بيتش | البيانات المناخية لـلاغونا بيتش | البيانات المناخية لـلاغونا بيتش | البيانات المناخية لـلاغونا بيتش | البيانات المناخية لـلاغونا بيتش | البيانات المناخية لـلاغونا بيتش | البيانات المناخية لـلاغونا بيتش |
| الشهر                             | يناير                           | فبراير                          | مارس                            | أبريل                           | مايو                            | يونيو                           | يوليو                           | أغسطس                           | سبتمبر                          | أكتوبر                          | نوفمبر                          | ديسمبر                          | المعدل السنوي                   |
| --------------------------------- | ------------------------------- | ------------------------------- | ------------------------------- | ------------------------------- | ------------------------------- | ------------------------------- | ------------------------------- | ------------------------------- | ------------------------------- | ------------------------------- | ------------------------------- | ------------------------------- | ------------------------------- |
| الدرجة القصوى °ف (°م)             | 89 (32)                         | 92 (33)                         | 92 (33)                         | 97 (36)                         | 100 (38)                        | 102 (39)                        | 104 (40)                        | 100 (38)                        | 108 (42)                        | 104 (40)                        | 100 (38)                        | 90 (32)                         | 108 (42)                        |
| متوسط درجة الحرارة الكبرى °ف (°م) | 68 (20)                         | 68 (20)                         | 69 (21)                         | 72 (22)                         | 73 (23)                         | 75 (24)                         | 79 (26)                         | 80 (27)                         | 80 (27)                         | 77 (25)                         | 72 (22)                         | 67 (19)                         | 73 (23)                         |
| متوسط درجة الحرارة الصغرى °ف (°م) | 44 (7)                          | 45 (7)                          | 47 (8)                          | 50 (10)                         | 54 (12)                         | 58 (14)                         | 61 (16)                         | 60 (16)                         | 59 (15)                         | 54 (12)                         | 48 (9)                          | 43 (6)                          | 52 (11)                         |
| أدنى درجة حرارة °ف (°م)           | 21 (−6)                         | 27 (−3)                         | 28 (−2)                         | 31 (−1)                         | 33 (1)                          | 37 (3)                          | 30 (−1)                         | 38 (3)                          | 40 (4)                          | 33 (1)                          | 28 (−2)                         | 24 (−4)                         | 21 (−6)                         |
| الهطول إنش (مم)                   | 2.75 (70)                       | 2.96 (75)                       | 2.58 (66)                       | 0.84 (21)                       | 0.25 (6.4)                      | 0.13 (3.3)                      | 0.04 (1.0)                      | 0.12 (3.0)                      | 0.35 (8.9)                      | 0.47 (12)                       | 1.23 (31)                       | 1.84 (47)                       | 13.56 (344)                     |
| المصدر: The Weather Channel       |                                 |                                 |                                 |                                 |                                 |                                 |                                 |                                 |                                 |                                 |                                 |                                 |                                 |

## أعلام
- لورين كونراد
- غراهام فيليبس
- ريك ليتش
- سليم سامرفيل
- هارييت نيلسون
- أليسون نويل
- ويليام بويد
- تاي سيجال
- ليون أميز
- روث رومان

## الموقع الجغرافي
الموقع الجغرافي للمناطق المحيطة بهذه النقطة هو كالتالي: